# Zdravko Radić
Zdravko Radić (em montenegrino:  Здравко Радић; Kotor, 24 de junho de 1979) é um jogador de polo aquático montenegrino.

## Carreira
Radić integrou o elenco da Seleção Montenegrina de Polo Aquático em duas edições de Jogos Olímpicos, ficando em quarto lugar tanto em Pequim 2008 quanto no Rio 2016.